# Chang Feng Chih
Chang Feng Chih (Taiwán) es un gimnasta artístico taiwanés, especialista en la prueba de salto de potro, con la que ha logrado ser subcampeón mundial en 1993.

## Carrera deportiva
En el Mundial de Birmingham 1993 consigue la medalla de plata en salto de potro, quedando situado en el podio tras el bielorruso Vitaly Scherbo (oro) y por delante del surcoreano You Ok-Youl.